# Morti nel 2005/Giugno
| Questa pagina contiene informazioni ricavate automaticamente dalle voci biografiche con l'ausilio del template Bio e di un bot. L'aggiornamento è periodico e automatico e ricostruisce completamente la pagina. Se manca una persona in questa lista, sei pregato di non aggiungerla, ma accertati piuttosto che la sua voce biografica contenga il template Bio e che i dati anagrafici siano correttamente compilati. Se il template Bio manca, inseriscilo tu stesso o, in alternativa, metti l'avviso {{tmp\|Bio}} che ne segnala la mancanza. Se i dati riportati sono sbagliati, correggi direttamente la voce biografica; le modifiche saranno visibili in questa lista entro pochi giorni. Per chiarimenti vedi il progetto biografie. La lista contiene solo le 155 persone che sono citate nell'enciclopedia e per le quali è stato implementato correttamente il template Bio. Pagina aggiornata al 10 mag 2025. |

- 1º giugno - Ferruccio Azzarini, calciatore e allenatore di calcio italiano (n. 1924)
- 1º giugno - Fabio Barbieri, giornalista e scrittore italiano (n. 1947)
- 1º giugno - Dmitrij Bystrov, calciatore e allenatore di calcio sovietico (n. 1967)
- 1º giugno - Fernando Ghia, produttore cinematografico italiano (n. 1935)
- 1º giugno - George Mikan, cestista, allenatore di pallacanestro e dirigente sportivo statunitense (n. 1924)
- 1º giugno - Emilio Rubbi, economista e politico italiano (n. 1930)
- 1º giugno - Volodymyr Savon, scacchista ucraino (n. 1940)
- 2 giugno - José António, allenatore di calcio e calciatore portoghese (n. 1957)
- 2 giugno - Letizia Colajanni, politica italiana (n. 1914)
- 2 giugno - Vicente Colino, calciatore spagnolo (n. 1924)
- 2 giugno - Albert Dunning, musicologo olandese (n. 1936)
- 2 giugno - Vittorio Duse, attore, regista e sceneggiatore italiano (n. 1916)
- 2 giugno - Samir Kassir, docente, giornalista e attivista libanese (n. 1960)
- 2 giugno - Erich Leibenguth, calciatore tedesco (n. 1917)
- 2 giugno - Melita Norwood, agente segreta britannica (n. 1912)
- 2 giugno - Andrea Pangrazio, arcivescovo cattolico italiano (n. 1909)
- 3 giugno - Leon Askin, attore austriaco (n. 1907)
- 3 giugno - Michael Billington, attore britannico (n. 1941)
- 3 giugno - Néstor Errea, calciatore argentino (n. 1939)
- 3 giugno - Donald Hodson, attore australiano (n. 1927)
- 3 giugno - Piergiorgio Maoloni, grafico italiano (n. 1938)
- 3 giugno - Armindo Valente, calciatore italiano (n. 1917)
- 3 giugno - Maurice Wiles, presbitero e teologo britannico (n. 1923)
- 4 giugno - Adriano Alpago-Novello, storico dell'architettura e architetto italiano (n. 1932)
- 4 giugno - Giancarlo De Carlo, architetto, urbanista e teorico dell'architettura italiano (n. 1919)
- 4 giugno - Chloe Jones, modella e attrice pornografica statunitense (n. 1975)
- 4 giugno - Leo Klier, cestista e allenatore di pallacanestro statunitense (n. 1923)
- 4 giugno - Dario Paccino, giornalista, scrittore e saggista italiano (n. 1918)
- 5 giugno - Natal'ja Fëdorovna Meklin, militare sovietica (n. 1922)
- 5 giugno - Guglielmo Motolese, arcivescovo cattolico italiano (n. 1910)
- 5 giugno - Susi Nicoletti, attrice e danzatrice tedesca (n. 1918)
- 6 giugno - Anne Bancroft, attrice statunitense (n. 1931)
- 6 giugno - André Chavet, cestista francese (n. 1930)
- 6 giugno - John Christensen, cestista e pallamanista danese (n. 1922)
- 6 giugno - Dana Elcar, attore statunitense (n. 1927)
- 6 giugno - Pamela May, ballerina trinidadiana (n. 1917)
- 6 giugno - Leonardo Melandri, politico italiano (n. 1929)
- 6 giugno - Massimo Osti, designer e stilista italiano (n. 1944)
- 6 giugno - Siegfried Palm, violoncellista tedesco (n. 1927)
- 6 giugno - Mario Ventimiglia, calciatore italiano (n. 1921)
- 6 giugno - Fred E. Young, biblista e traduttore statunitense (n. 1919)
- 7 giugno - Felipe Garín Ortiz de Taranco, storico dell'arte spagnolo (n. 1908)
- 7 giugno - Edward Anthony McCarthy, arcivescovo cattolico statunitense (n. 1918)
- 7 giugno - Domenico Rosa Rosa, dirigente sportivo italiano (n. 1922)
- 8 giugno - Michèle Auclair, violinista francese (n. 1924)
- 8 giugno - Ed Bishop, attore statunitense (n. 1932)
- 8 giugno - Napoleone Colajanni, politico italiano (n. 1926)
- 8 giugno - William Goering, schermidore statunitense (n. 1932)
- 9 giugno - Richard Eberhart, poeta statunitense (n. 1904)
- 9 giugno - René Joder, pallanuotista francese (n. 1913)
- 9 giugno - Gina Magnavita Galeffi, filosofa e filologa brasiliana (n. 1916)
- 9 giugno - Trude Marlen, attrice austriaca (n. 1912)
- 10 giugno - J. James Exon, politico statunitense (n. 1921)
- 11 giugno - Francesco Albanese, tenore e attore italiano (n. 1912)
- 11 giugno - Claudio Andreani, architetto e urbanista italiano (n. 1914)
- 11 giugno - José Beyaert, ciclista su strada francese (n. 1925)
- 11 giugno - Audrey Brown, velocista britannica (n. 1913)
- 11 giugno - Robert Clarke, attore statunitense (n. 1920)
- 11 giugno - Ghena Dimitrova, soprano bulgaro (n. 1941)
- 11 giugno - Vasco Gonçalves, politico e generale portoghese (n. 1921)
- 11 giugno - Juan José Saer, scrittore argentino (n. 1937)
- 11 giugno - Lon McCallister, attore statunitense (n. 1923)
- 11 giugno - Ron Randell, attore australiano (n. 1918)
- 12 giugno - Emmanuelle Arsan, scrittrice, modella e attrice thailandese (n. 1932)
- 12 giugno - Álvaro Cunhal, politico portoghese (n. 1913)
- 12 giugno - Harry Hilker, pallanuotista tedesco (n. 1932)
- 12 giugno - Makobo Modjadji VI, sovrana sudafricana (n. 1978)
- 12 giugno - Vito Pancella, artista, scultore e incisore italiano (n. 1945)
- 12 giugno - David Whitney, gallerista, collezionista d'arte e critico d'arte statunitense (n. 1939)
- 13 giugno - Jonathan Adams, attore britannico (n. 1931)
- 13 giugno - Eugénio de Andrade, poeta e scrittore portoghese (n. 1923)
- 13 giugno - Giuseppe Colombo, presbitero e teologo italiano (n. 1923)
- 13 giugno - David Diamond, compositore statunitense (n. 1915)
- 13 giugno - Ermanno Krumm, poeta e critico d'arte italiano (n. 1942)
- 13 giugno - Bruno Landi, ciclista su strada italiano (n. 1928)
- 13 giugno - Tina Mirella Manferdini, filosofa italiana (n. 1927)
- 13 giugno - Jesús Moncada, scrittore spagnolo (n. 1941)
- 13 giugno - Luigi Pretto, presbitero e dirigente sportivo italiano (n. 1925)
- 13 giugno - Lane Smith, attore statunitense (n. 1936)
- 14 giugno - Roberto Di Stefano, ingegnere e storico dell'architettura italiano (n. 1926)
- 14 giugno - Georges Dransart, canoista francese (n. 1924)
- 14 giugno - Carlo Maria Giulini, direttore d'orchestra italiano (n. 1914)
- 14 giugno - David Iñigo, calciatore argentino (n. 1934)
- 14 giugno - Robie Lester, doppiatrice e cantante statunitense (n. 1925)
- 14 giugno - Mimi Parent, pittrice canadese (n. 1924)
- 14 giugno - Ernesto Pascale, manager e pittore italiano (n. 1934)
- 15 giugno - Pietro Alò, politico italiano (n. 1947)
- 15 giugno - Amador Cortés García, calciatore spagnolo (n. 1937)
- 15 giugno - Suzanne Flon, attrice francese (n. 1918)
- 15 giugno - Alessio Galletti, ciclista su strada italiano (n. 1968)
- 15 giugno - Valeria Moriconi, attrice e doppiatrice italiana (n. 1931)
- 16 giugno - Billy Bauer, chitarrista statunitense (n. 1915)
- 16 giugno - Eunies Futch, cestista statunitense (n. 1928)
- 16 giugno - Henghel Gualdi, clarinettista, sassofonista e compositore italiano (n. 1924)
- 16 giugno - Anto Jerković, pittore croato (n. 1958)
- 16 giugno - Alex McAvoy, attore scozzese (n. 1928)
- 16 giugno - Kenzō Okuzaki, militare, scrittore e attore giapponese (n. 1920)
- 16 giugno - Ross Stretton, ballerino e direttore artistico australiano (n. 1952)
- 17 giugno - Tetjana Nylyvna Jablons'ka, pittrice ucraina (n. 1917)
- 17 giugno - Susanna Javicoli, attrice, doppiatrice e dialoghista italiana (n. 1954)
- 18 giugno - Silvana Giorgetti, scrittrice italiana (n. 1922)
- 18 giugno - Basil Kirchin, batterista e compositore inglese (n. 1927)
- 18 giugno - J. J. Pickle, politico statunitense (n. 1913)
- 18 giugno - Erv Prasse, cestista statunitense (n. 1917)
- 19 giugno - Gino Cosentino, pittore e scultore italiano (n. 1916)
- 19 giugno - Zdravko Ježić, pallanuotista e chimico croato (n. 1931)
- 19 giugno - Aleksej Kiselëv, pugile sovietico (n. 1938)
- 20 giugno - Pio Baldelli, scrittore, giornalista e critico cinematografico italiano (n. 1923)
- 20 giugno - Larry Collins, giornalista e scrittore statunitense (n. 1929)
- 20 giugno - Charles David Keeling, chimico statunitense (n. 1928)
- 20 giugno - Jack St. Clair Kilby, ingegnere elettrotecnico statunitense (n. 1923)
- 20 giugno - Bernard Adolph Schriever, generale tedesco (n. 1910)
- 20 giugno - Luis Suárez, calciatore argentino (n. 1938)
- 21 giugno - Luigi Bonavoglia, ingegnere italiano (n. 1919)
- 21 giugno - Geoffrey Jones, regista britannico (n. 1931)
- 21 giugno - Günter Kubisch, calciatore tedesco orientale (n. 1939)
- 21 giugno - Antonino Occhiuto, economista italiano (n. 1912)
- 21 giugno - Jaime Sin, cardinale e arcivescovo cattolico filippino (n. 1928)
- 22 giugno - Clive Clerk, attore, ballerino e pittore statunitense (n. 1945)
- 23 giugno - Shana Alexander, giornalista statunitense (n. 1925)
- 23 giugno - Pietro Balestra, economista e statistico svizzero (n. 1935)
- 23 giugno - Felice Mattioli, scultore italiano (n. 1921)
- 24 giugno - Leonildo Marcheselli, musicista italiano (n. 1912)
- 24 giugno - Vincenzo Palazzotto, architetto italiano (n. 1931)
- 24 giugno - Béla Rerrich, schermidore ungherese (n. 1917)
- 24 giugno - Paul Winchell, doppiatore e attore statunitense (n. 1922)
- 25 giugno - Manolis Anagnostakis, poeta greco (n. 1925)
- 25 giugno - Hugo Cunha, calciatore portoghese (n. 1977)
- 25 giugno - John Fiedler, attore e doppiatore statunitense (n. 1925)
- 25 giugno - Salim Halali, cantante e musicista algerino (n. 1920)
- 25 giugno - Kâzım Koyuncu, musicista, cantautore e attivista turco (n. 1971)
- 26 giugno - Roland Ducke, calciatore tedesco orientale (n. 1934)
- 26 giugno - Tõnno Lepmets, cestista sovietico (n. 1938)
- 26 giugno - Berto Perotti, germanista e scrittore italiano (n. 1911)
- 26 giugno - Gordon Sinclair, aviatore e ufficiale britannico (n. 1916)
- 26 giugno - Joop Stoffelen, calciatore olandese (n. 1921)
- 27 giugno - Gian Pietro Cossu, carabiniere italiano (n. 1965)
- 27 giugno - Domino Harvey, cacciatrice di taglie britannica (n. 1969)
- 27 giugno - Walter Kaner, giornalista e filantropo statunitense (n. 1920)
- 27 giugno - George Lilanga, pittore e scultore tanzaniano (n. 1934)
- 27 giugno - John T. Walton, imprenditore statunitense (n. 1946)
- 28 giugno - Bardhyl Ajeti, giornalista jugoslavo (n. 1977)
- 28 giugno - Dante Bettoni, politico e sindacalista italiano (n. 1920)
- 28 giugno - Mario Di Pietro, calciatore brasiliano (n. 1928)
- 28 giugno - Philip Hobsbaum, poeta, critico letterario e insegnante britannico (n. 1932)
- 28 giugno - Gyula Petrikovics, canoista ungherese (n. 1943)
- 29 giugno - Tony D'Amario, attore francese (n. 1961)
- 29 giugno - Marc Freiberger, cestista statunitense (n. 1928)
- 29 giugno - Bruce Malmuth, regista e attore statunitense (n. 1934)
- 29 giugno - Vincenzo Perruchon, fondista italiano (n. 1921)
- 30 giugno - Ermanno Cressoni, architetto e designer italiano (n. 1939)
- 30 giugno - Christopher Fry, drammaturgo britannico (n. 1907)
- 30 giugno - Antonio Lepschy, ingegnere italiano (n. 1931)
- 30 giugno - Éva Novák, nuotatrice ungherese (n. 1930)
- 30 giugno - Aleksej Fajzullaevič Sultanov, pianista russo (n. 1969)